# Liste der Grenzsteine von Langenhorn
In der Liste der Grenzsteine von Langenhorn sind die noch vorhandenen historischen Grenzsteine der Herrschaft Pinneberg, deren Hoheitsgebiet im Westen und Osten an das zu Hamburg gehörige Dorf Langenhorn grenzte, aufgeführt sowie die noch vorhandenen Grenzsteine der nördlichen Grenze, die zwischen der Tangstedter Heide, die zum Gut Tangstedt (heute Glashütte) gehörte, und dem Langenhorner Feld, das zu Langenhorn gehörte, verlief. Das Dorf Langenhorn ist inzwischen ein Stadtteil von Hamburg.

## Die Grenzsteine
Die Grenzsteine befinden sich an der Ost- und Westgrenze von Langenhorn. Die Hauptgrenzsteine aus der Zeit von 1783 bis 1820 sind in der Tabelle mit „H“ gekennzeichnet und die später gesetzten Zwischengrenzsteine von 1862 mit „Z“. Teilweise wurde an den Grenzsteinen nachträglich versucht, aus dem Kennzeichen „C7“ von Christian VII. das latinisierte Kennzeichen „FR VI“ (Fridericus Rex VI.) seines Sohnes Friedrich VI. zu machen. Hier aufgeführt sind die ursprünglichen, noch sichtbaren Kennzeichen. Die Kennzeichnung der Grenzsteine war immer von der Seite des Hoheitsgebietes der Herrschaft Pinneberg aus zu sehen. Die Grenzsteine sind im Verzeichnis der erkannten Denkmäler aufgeführt und stehen unter Denkmalschutz. Hier aufgeführt sind auch vier Reproduktionen verschollener Grenzsteine, von denen einer unter Denkmalschutz steht. Die geographischen Koordinaten sind die des Standpunktes des jeweiligen Fotografen der Fotografien, nicht die der Grenzsteine.
Elf der 17 Grenzsteine sind auch in der Liste der Grenzsteine von Hummelsbüttel aufgeführt, elf in der Liste der Kulturdenkmäler in Hamburg-Langenhorn, einer in der Liste der Kulturdenkmäler in Hamburg-Hummelsbüttel, einer in der Liste der Kulturdenkmäler in Hamburg-Fuhlsbüttel und eine Reproduktion in der Liste der Kulturdenkmäler in Hamburg-Niendorf.
Die Grenzsteine der nördlichen Grenze wurden nicht nummeriert. Die Grenze verlief zwischen den Grenzstein Nr. 11 und Nr. 25. der Herrschaft Pinneberg. Auf der von Langenhorn aus sichtbaren Seite wurden sie mit „L.F.“ (Langenhorner Feld) gekennzeichnet, während sie von der Tangstedter Heide sichtbare Seite aus mit „T.H.“ gekennzeichnet wurden.
| Nr. | Typ | Standort | Denkmallisten-Nummer | Jahr | Inschrift                                                             | Inschrift                                                             | Bemerkung | Bild |
| Nr. | Typ | Standort | Denkmallisten-Nummer | Jahr | HP                                                                    | Hamburg                                                               | Bemerkung | Bild |
| --- | --- | --- | -------------------- | ---- | --------------------------------------------------------------------- | --------------------------------------------------------------------- | --- | ---- |
| 4   | H   | Fuhlsbüttel, am Anfang der ehemaligen Grenze (bis 1938) zwischen Fuhlsbüttel und Langenhorn, an der Grenze zu Hummelsbüttel Ohkamp, südlich der Kreuzung Flughafenstraße 53° 38′ 23″ N, 10° 1′ 13″ O | 24440                | 1783 | HP C7 1783 No 4                                                       | HP C7 1783 No 4                                                       | Aufgestellt am 28. Juni 1784 „im Hummelsbüttler Destrikt bei der Lust“. 1732 wurde das Gebiet mit „Nedden de Lust“ bezeichnet. 1966 wurde der Stein verkehrt herum neu aufgestellt. Die Inschrift war vorher von Hummelsbüttel aus zu sehen. |      |
| 5   | H   | Hummelsbüttel Am Raakmoorgraben im Bereich der KLG-Anlage 501, Parzelle Nr. 49, gegenüber der Straße Moorreye 100 53° 38′ 39″ N, 10° 1′ 29″ O                                                        | 24439                | 1807 | HP C7 No 5 1807                                                       | HP C7 No 5 1807                                                       | 1808 aufgestellt. |      |
| 6   | H   | Hummelsbüttel Am Raakmoorgraben, 120 m nördlich vom Raakmoorgrund 53° 39′ 8″ N, 10° 2′ 3″ O | 24438                | 1783 | HP C7 1783 No 6                                                       | HP C7 1783 No 6                                                       | |      |
| 6A  | Z   | Langenhorn Am Weg Nr. 651 53° 39′ 16″ N, 10° 2′ 3″ O | 24437                | 1862 | 6A HP                                                                 | 6A St H                                                               | "St H" steht für "Stadt Hamburg". |      |
| 6B  | Z   | Langenhorn Am Weg Nr. 651 53° 39′ 18″ N, 10° 2′ 5″ O | 24436                | 1862 | 6B HP                                                                 | 6B St H                                                               | |      |
| 6C  | Z   | Langenhorn Am Weg Nr. 651 53° 39′ 20″ N, 10° 2′ 5″ O | 24435                | 1862 | 6C HP                                                                 | 6C St H                                                               | |      |
| 6D  | Z   | Langenhorn Am Weg Nr. 651 53° 39′ 21″ N, 10° 2′ 4″ O | 24434                | 1862 | 6D HP 1862                                                            | 6D St H 1862                                                          | |      |
| 8   | H   | Hummelsbüttel Am Raakmoorgraben, 100 m nördlich vom Harnacksweg, 550 m südlich vom Hattsmoor. 53° 39′ 52″ N, 10° 2′ 7″ O                                                                             | 24433                | 1791 | HP C7 No 8 1791                                                       | HP C7 No 8 1791                                                       | |      |
| 9   | H   | Hummelsbüttel Am Raakmoorgraben, östlich vom KLGV 446 und 300 m nördlich vom Hattsmoor 53° 40′ 15″ N, 10° 2′ 8″ O                                                                                    | 24432                | 1802 | HP C7 1802 No 9                                                       | HP C7 1802 No 9                                                       | |      |
| 10  | H   | Langenhorn 675 m nördlich vom Hattsmoor und 325 m südlich vom Wakendorfer Weg 53° 40′ 31″ N, 10° 2′ 9″ O                                                                                             | 24431                | 1783 | HP C7 1783 No 10                                                      | HP C7 1783 No 10                                                      | |      |
| 11  | H   | Langenhorn Nahe dem Jersbeker Weg 53° 40′ 55″ N, 10° 2′ 36″ O | 24430                | 1783 | HP C7 1783 No 11                                                      | HP C7 1783 No 11                                                      | |      |
| 18  | H   | Niendorf Am östlichen Tarpenbek-Wanderweg 53° 38′ 0″ N, 9° 58′ 52″ O | 29043                | 1799 | HP FR VI (Richtig wäre C7. 1799 war Christian VII. König.) 1799 No 18 | HP FR VI (Richtig wäre C7. 1799 war Christian VII. König.) 1799 No 18 | Reproduktion. Das Original stand nordöstlich der Dänenbrücke (heute Flughafengelände). 1803 wurde das Unland vor der Brücke zwischen Fuhlsbüttel und Langenhorn aufgeteilt. Auf wessen Gebiet das Original stand, ist nicht belegt.          |      |
| 19  | H   | Niendorf Am Tarpenbek-Wanderweg im Bereich des nördlichen Durchflusses der Tarpenbek vom Flughafengelände 53° 38′ 38″ N, 9° 58′ 52″ O                                                                |                      | 1802 | HP FR VI (Richtig wäre C7. 1802 war Christian VII. König.) 1802 No 19 | HP FR VI (Richtig wäre C7. 1802 war Christian VII. König.) 1802 No 19 | Reproduktion. Das Original stand weiter nordöstlich, westlich des Rothsteinmoores am alten Lauf der Tarpenbek (heute Flughafengelände). |      |
| 21  | H   | Langenhorn Suckweg 82, im Grünbereich zum Tarpenbek-Wanderweg, hinter dem Grundstück 53° 39′ 28″ N, 9° 59′ 28″ O                                                                                     | 24427                | 1820 | HP FR VI 1820 No 21                                                   | HP FR VI 1820 No 21                                                   | |      |
| 23  | H   | Langenhorn Tarpen, auf der Überführung über die Tarpenbek 53° 39′ 58″ N, 9° 59′ 28″ O |                      | 1802 | HP C7 1802 No 23                                                      | HP C7 1802 No 23                                                      | Reproduktion, enthüllt am 22. Juni 2012. Hersteller: Joachim Grabbe. Der Stein steht falsch. Die Inschrift ist von Süden aus zu sehen, müsste aber von Westen aus zu sehen sein. Das Original stand an der Garstedter Tarpenfurt.            |      |
| 24  | H   | Langenhorn Am Tarpenbek-Wanderweg (im östlichen Bereich), unweit und südlich vom Grenzstein Nr. 25 53° 40′ 48″ N, 9° 59′ 51″ O                                                                       |                      | 1799 | HP C7 1799 No 24                                                      | HP C7 1799 No 24                                                      | Reproduktion, gesetzt am 31. März 2014. Ob an der Stelle einst eine Steinsetzung vorgenommen wurde, ist strittig. |      |
| 25  | H   | Langenhorn Langenhorner Chaussee 685, auf dem hinteren Grundstück in der Ecke zur Tarpenbek am Schmuggelstieg 53° 40′ 53″ N, 9° 59′ 58″ O                                                            | 24428                | 1802 | HP C7 1802 No 25                                                      | HP C7 1802 No 25                                                      | |      |
|     |     | Norderstedt Zwischen Langenhorner Chaussee 685 und 687, auf dem hinteren Grundstück, links vor der Brücke über die Tarpenbek zum Schmuggelstieg 53° 40′ 54″ N, 9° 59′ 59″ O                          |                      | 1846 | TH 1846                                                               | LF 1846                                                               | "TH" steht für "Tangstedter Heide" und "LF" für "Langenhorner Feld". |      |
|     |     | Norderstedt Zwischen Langenhorner Chaussee 685 und 687, auf dem hinteren Grundstück, rechts vor der Brücke über die Tarpenbek zum Schmuggelstieg 53° 40′ 54″ N, 9° 59′ 59″ O                         |                      | 1846 | TH 1846                                                               | LF 1846                                                               | |      |

## Der fremde Grenzstein
Am 17. April 1971 entdeckte der geschichtsinteressierte Wolfgang Zachau einen Grenzstein auf dem Gelände der Baustoffhandlung Willhelm Behrmann & Sohn in Langenhorn am Stockflethweg 10 und fotografierte ihn. Es war der Grenzstein Nr. 11 mit den Kennzeichen HP / C7 / 1802 / N° 11, der ein Grenzstein zwischen den Dörfern Lokstedt, der Herrschaft Pinneberg, und Eppendorf, der Stadt Hamburg war. Der ehemalige Standort befand sich im Bereich der Lokstedter Straße Butenfeld 24 und den Häusern W23–W25 des Universitätsklinikums Hamburg-Eppendorf. Der Grenzstein wurde vor 1971 vermutlich bei Bauarbeiten auf dem Gelände des Klinikums von seinem Standort entfernt. Bis 1982 stand dieser Grenzstein dann in Langenhorn. Nach einem Großbrand am 11. Juni 1982 auf dem Gelände der Firma Wilhelm Behrmann & Sohn wurde der Grenzstein, der dort als Prellstein gedient hatte, mit dem gesamten Bau- und Brandschutt auf dem Glashütter Müllberg entsorgt, der nördlich und unweit des Hummelsbüttler Müllberges sich befindet. Dort liegt er wohl auch heute noch begraben.